# بروک هایلند (آلاباما)
بروک هایلند (به انگلیسی: Brook Highland) شهرکی در شهرستان شلبی ایالت آلاباما است که مساحت آن ۷٫۴۷ کیلومترمربع است و در سرشماری سال ۲۰۱۰ میلادی، ۶٬۷۴۶ نفر جمعیت داشته و تراکم جمعیتی آن، ۹۰۳٫۰۸ در کیلومترمربع بوده است.

## موقعیت جغرافیایی
موقعیت جغرافیایی شهرها و مناطق اطراف به شرح زیر است: